# Ferrari Dino
Ferrari Dino és un automòbil esportiu produït pel fabricant d'automòbils italià Ferrari entre els anys 1968 i 1976. Foren models esportius amb transmissió a l'eix de darrere. El nom Dino va ser utilitzat per als cotxes de menys de 12 cilindres, utilitzant la marca Ferrari per als v12 i els 12 plans. El nom Dino, va ser retirat posteriorment tornant a la tradicional nomenclatura. Va ser un intent de Ferrari de crear una sèrie d'esportius relativament barats, utilitzant parts d'altres vehicles. L'any 2004, Sports Cars Internacional va elegir el cinquè lloc al Dino 246, en la llista dels millors esportius dels anys 1970.